# وائل شرف
وائل شرف (عربی: وائل شرف؛ زادهٔ ۱۵ ژوئیهٔ ۱۹۷۷ ‏(۴۷ سال)) بازیگر و کارگردان اهل سوریه است.